# Harbin H-5
Harbin H-5 — первый китайский реактивный фронтовой бомбардировщик, носитель тактического ядерного оружия. Представляет собой нелицензионную копию советского Ил-28.
Долгое время был основной ударной силой фронтовой авиации НОАК.
КНДР является единственной страной, ВВС которой продолжают использовать самолёт H-5.

## История создания и производства
В 1950-х годах более 250 Ил-28 было поставлено в КНР. На авиазаводе в Харбине осуществлялись работы по ремонту и модернизации этих самолётов, а также производились запчасти для них.
В конце 1950-х годов планировалось наладить производство Ил-28 в Китае по лицензии, однако Советско-китайский раскол и последующее прекращение поставки авиатехники из СССР вынудило КНР начать производство своего первого фронтового бомбардировщика, нелицензионной копии Ил-28.
Работы над самолётом были начаты в 1963 году. 25 сентября 1966 года поднялся в воздух первый Ил-28 китайского производства.
В апреле 1967 года начался серийный выпуск этих бомбардировщиков, получивших китайское обозначение Н-5 («Харбин-5»), а в сентябре того же года была представлена модификация Н-5А для доставки тактического ядерного оружия. 27 декабря 1968 года впервые с этого самолёта в ходе испытаний была сброшена китайская атомная бомба.
В 1970 году начались работы по созданию разведчика HZ-5. Самолёт оснащался ПТБ, благодаря чему дальность, по сравнению с исходным Ил-28, возросла практически наполовину. В 1977 году эта модификация была принята на вооружение ВВС НОАК.
12 декабря 1970 года состоялся первый полёт учебно-тренировочного самолёта HJ-5 (копия Ил-28У), который был принят на вооружение в 1972 году.
Всего было построено около 2000 самолётов всех модификаций. Н-5 под обозначением В-5 экспортировались в Пакистан (местное обозначение В-56), Румынию, КНДР и Албанию.

## Описание конструкции
В ходе производства на авиазаводе в Харбине было модернизировано 40 % конструкции Ил-28: установлено облегчённое на 110 кг крыло, ряд систем было унифицировано с бомбардировщиком Xian H-6 (копия Ту-16), серийно производившимся в Харбине по советской лицензии.
По сравнению с Ил-28 H-5 получил улучшенные оптический и радиолокационный бомбардировочные прицелы, новую систему радиоопознавания, а также более скорострельные пушки с увеличенным боекомплектом.

## Модификации
- H-5 — нелицензионная копия Ил-28[2]. Построено 319 экземпляров.
- H-5A — бомбардировщик-носитель тактического ядерного оружия
- HD-5 — самолёт радиоэлектронной борьбы
- HZ-5 — фронтовой разведчик
- HJ-5 — нелицензионная копия Ил-28У. Построено 187 экземпляров.
- B-5 — экспортное обозначение H-5

## Тактико-технические характеристики

### Технические характеристики
- Экипаж: 3 человека[2]
- Длина: 16,77 м
- Размах крыла: 21,45 м
- Высота: 6,20 м
- Площадь крыла: 60,8 м²
- Масса пустого: 12 890 кг
- Масса снаряженного: 18 400 кг
- Максимальная взлётная масса: 21 200 кг
- Двигатели: 2 × ТРД Wopen-5
- Тяга: 2 × 26,5 кН (2700 кгс)

### Лётные характеристики
- Максимальная скорость: 906 км/ч
- Крейсерская скорость: 700 км/ч
- Практическая дальность: 2 370 км
- Перегоночная дальность: 2 460 км
- Практический потолок: 12 500 м
- Скороподъёмность: 15 м/с
- Длина разбега: 965 м
- Длина пробега: 1700 м
- Нагрузка на крыло: 291 кг/м²
- Тяговооружённость: 0,31

### Вооружение
- Пушечное:
  - 2 × 23 мм пушки НР-23 вдоль бортов внизу носовой части, по 100 снарядов на ствол
  - 2 × 23 мм пушки НР-23 в кормовой оборонительной турели Ил-К6, по 225 снарядов на ствол
- Бомбовая нагрузка: (во внутреннем бомбоотсеке)
  - нормальная: 1000 кг
  - максимальная: 3000 кг

## На вооружении
- КНР — около 2000 H-5 всех модификаций[3]. Снят с вооружения в конце 1990-х годов.
- Албания — в 1957 году у СССР был приобретён 1 Ил-28, который в 1971 году был обменян в Китае на H-5. Тот, в свою очередь, оставался в строю до 1992 года. Оба самолёта преимущественно использовались в качестве буксировщика мишеней[4].
- Кампучия — после прихода Пол Пота к власти, ВВС Кампучии получили несколько H-5[3].
- КНДР — в самом конце войны в Корее, ВВС КНДР получили свои первые Ил-28, а в конце 1960-х H-5 из Китая[3]. Формально на вооружении остаются около 30 H-5.
- Румыния — в 1955 году ВВС Румынии получили бомбардировщики Ил-28 и Ил-28У. Затем они были дополнены 14 китайскими H-5, HJ-5 и HZ-5, которые прослужили до 2001 года[1][3][5].
- Пакистан